# Чемпионат Грузинской ССР по футболу
Чемпионат Грузинской ССР по футболу — футбольный турнир, определявший сильнейшие грузинские любительские футбольные команды. Разыгрывался с 1927 по 1989 годы между клубными командами. В системе лиг советского футбола имел статус соревнования коллективов физической культуры.

## Чемпионы
Победителями становились:

| - 1927 Сборная Батуми - 1928 Сборная Тифлиса - 1929—1935 чемпионаты не проводились - 1936 ЗИИ (Тбилиси) - 1937 Локомотив (Тбилиси) - 1938 Динамо (Батуми) - 1939 Наука (Тбилиси) - 1940 Динамо (Батуми) - 1941—1942 чемпионаты не проводились - 1943 ОДКА (Тбилиси) - 1944 чемпионат не проводился | - 1945 Локомотив (Тбилиси) - 1946 Динамо (Кутаиси) - 1947 Динамо (Сухуми) - 1948 Динамо (Сухуми) - 1949 Торпедо (Кутаиси) - 1950 ТОДО (Тбилиси) - 1951 ТОДО (Тбилиси) - 1952 ТТУ (Тбилиси) - 1953 ТТУ (Тбилиси) - 1954 ТТУ (Тбилиси) - 1955 Динамо (Кутаиси) | - 1956 Локомотив (Тбилиси) - 1957 ТТУ (Тбилиси) - 1958 ТТУ (Тбилиси) - 1959 Металлург (Рустави) - 1960 Имерети (Кутаиси) - 1961 Гурия (Ланчхути) - 1962 Имерети (Кутаиси) - 1963 Имерети (Кутаиси) - 1964 ИнгурГЭС (Зугдиди) - 1965 Толия (Тбилиси) - 1966 Гурия (Ланчхути) | - 1967 Мерцхали (Махарадзе) - 1968 СКА (Тбилиси) - 1969 Сулори (Вани) - 1970 СКИФ (Тбилиси) - 1971 Гурия (Ланчхути) - 1972 Локомотив (Самтредиа) - 1973 Динамо (Зугдиди) - 1974 Металлург (Рустави) - 1975 Магароели (Чиатура) - 1976 СКИФ (Тбилиси) - 1977 Мзиури (Гали) | - 1978 Колхети (Поти) - 1979 Металлург (Рустави) - 1980 Мешахте (Ткибули) - 1981 Мешахте (Ткибули) - 1982 Мерцхали (Махарадзе) - 1983 Самгурали (Цхалтубо) - 1984 Металлург (Рустави) - 1985 Шадревани-83 (Цхалтубо) - 1986 Шевардени (Тбилиси) - 1987 Мерцхали (Махарадзе) - 1988 Колхети (Хоби) - 1989 Шадревани-83 (Цхалтубо) |